# Terrarium

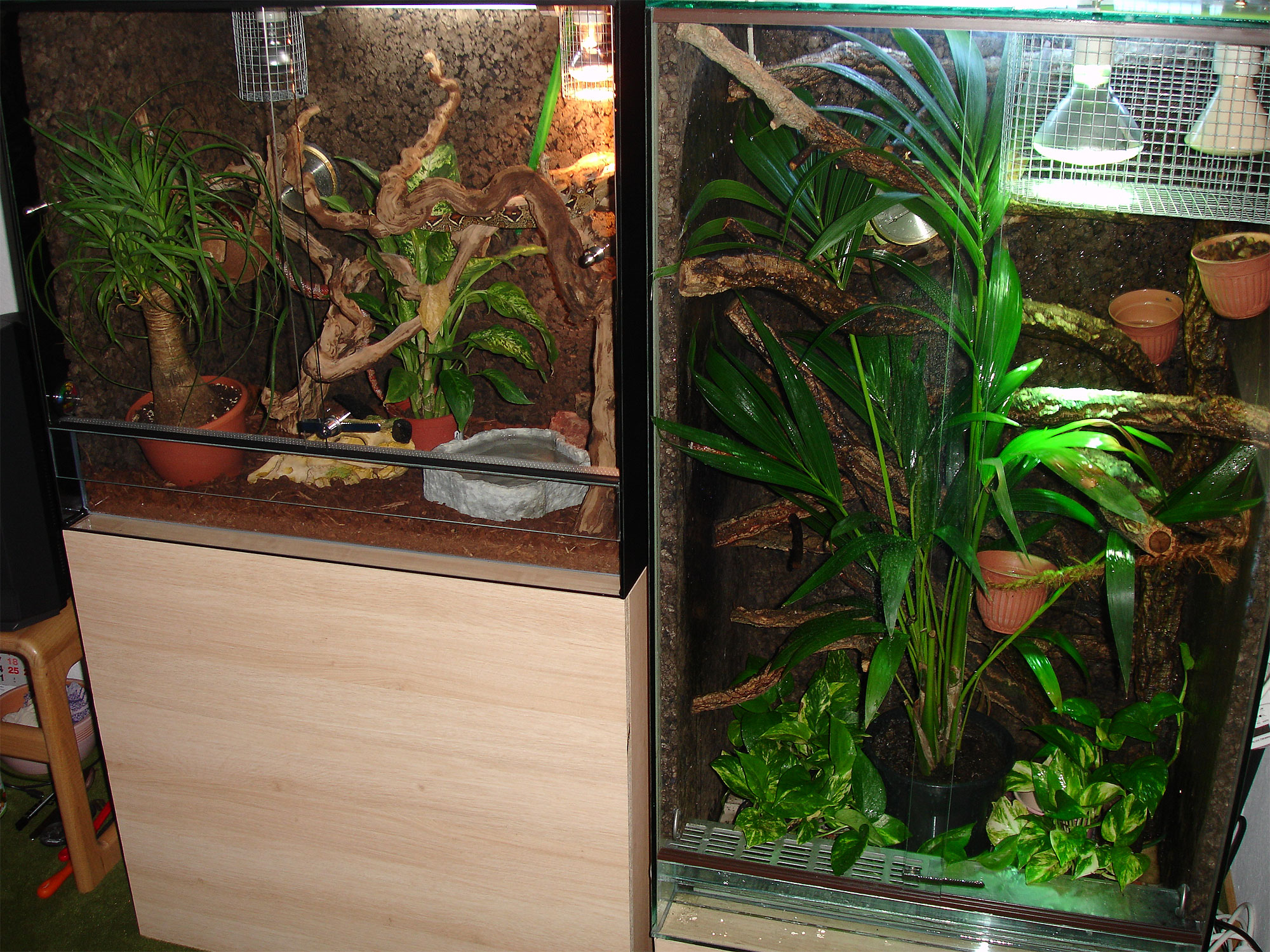
Terrarium med ormar.

Terrarium är ett utrymme vanligen omgärdat av glas för att hålla landlevande organismer. De anpassas efter den landlevande organismens vanliga miljö. Exempel på varelser som man håller i terrarier är ormar, ödlor, grodor, spindlar och insekter. 
Terrarier har en del likheter med akvarier, men medan akvarier är fyllt med vatten för att hålla vattenlevande varelser är terrarier för landlevande. En annan skillnad är att terrarier ofta har skjutdörrar på framsidan eller någon av kortsidorna. En variant med både vattendel och övervattensdel kallas paludarium.
Förhållandena i ett terrarium, till exempel med avseende på temperatur, luftfuktighet och inredning, skall anpassas efter de djur som hålls i det. Eftersom olika djurarters behov och krav på livsmiljön kan vara mycket varierande så finns det också många olika typer av terrarium. Exempelvis kan ett terrarium inredas för att efterlikna miljön i en öken eller i en regnskog.

## Etymologi
Ordet terrarium är lånat från latinets terra, med betydelsen jord eller jorden samt ändelsen -arium som betyder plats för.